# Ulrika Knape
Ulrika Knape, (Göteborg, 26 de abril de 1955) é uma ex-saltadora ornamental sueca que competiu em provas de saltos ornamentais por seu país.
Knape é a detentora de três medalhas olímpicas, conquistadas em duas diferentes edições. Na primeira delas, tornou-se campeã olímpica ao vencer a prova da plataforma de 10 m, nos Jogos de Munique, em 1972. Além, na mesma edição, foi também medalhista de prata no trampolim de 3 m, resultado este atingido novamente, quatro anos mais tarde. Entre as duas edições, disputou o primeiro Mundial de Esportes Aquáticos, o de Belgrado, em 1973, no qual se tornou a primeira campeã mundial sueca da plataforma de 10 m. Ulrika é mãe da também saltadora, Anna Lindberg, que já disputou quatro edições olímpicas.